# Tatjana De Vos
Tatjana De Vos (19 april 1990) is een Belgisch voormalige acrogymnaste. 

## Levensloop
Samen met Florence Henrist behaalde ze onder meer zilver op de wereldkampioenschappen in het Schotse Glasgow in 2008, goud op de Wereldspelen in Taiwanse Kaohsiung in 2009 en brons in de balansfinale op de Europese kampioenschappen in het Portugese Vila do Conde, eveneens in 2009. Daarnaast behaalden ze een vierde plaats op dit EK in de tempofinale en allround.  Ook werd het duo driemaal Belgisch kampioene (2008, 2009 en 2010) en wonnen ze brons op de wereldbekermanches in het Franse Publier in 2008 en het Russische Veliki Novgorod in 2009. Op de WB-manche in het Amerikaanse Saint Paul in 2009 behaalden ze goud. Ze kwamen uit voor Sportac Deinze.  In 2008 werd ze in haar gemeente Zulte verkozen tot Sportvrouw van het Jaar.
Het duo was van plan na het WK in het Poolse Wrocław een punt achter hun carrière te zetten. Het feit dat de bondscoach deze beslissing niet kon aanvaarden (Sergej Tretjakov zag hen liever nog het EK-team (20-24 oktober 2010) versterken waar ze een belangrijke rol zouden spelen voor het teamresultaat), heeft geleid tot een onherstelbare vertrouwensbreuk en tot de noodgedwongen beslissing om vervroegd hun topsportcarrière te beëindigen.

## Beste prestaties De Vos-Henrist
- 2007: Belgisch Kampioen
- 2008: internationaal toernooi Stars above the boug river, Vinnitsa (Oekraïne): zilver.
- 2008: World Cup Acrogym, Publier (Frankrijk): brons.
- 2008: WK acrogym, Glasgow (VK): zilver.
- 2009: internationaal toernooi Stars above the boug river, Vinnitsa (Oekraïne): goud.
- 2009: Belgisch Kampioen
- 2009: World Cup Acrogym, Saint Paul (VSA): goud.
- 2009: Wereldspelen Kaohsiung (Taiwan), categorie meisjes paren: goud.